# 沃克藝術中心
沃克藝術中心（英語：Walker Art Center）是一座位於美國明尼蘇達州明尼亞波利斯的當代藝術中心，與現代藝術博物館、舊金山現代藝術博物館、所羅門·R·古根漢美術館及赫什霍恩博物館和雕塑園被認為美國五大國家現代博物館。

## 历史
由木材商托馬斯·巴羅·沃克在1879年奠基，1927年在現址上建起，是當時美國上中西部地區第一座公共美術館。公園對面是1988年建成的明尼阿波利斯雕塑公園，2005年4月完成修復和擴建工作。

## 外部連結
- 沃克藝術中心 （页面存档备份，存于）